# Maksym Jevtušenko
Maksym Olehovyč Jevtušenko (in ucraino Максим Олегович Євтушенко?; 1996) è un lottatore ucraino specializzato nella lotta greco-romana.

## Palmarès
- Europei

Varsavia 2021: bronzo nei 72 kg